# Bälsesjön
Bälsesjön är en sjö i Bollnäs kommun i Hälsingland och ingår i Ljusnans huvudavrinningsområde. Sjön har en area på 0,216 kvadratkilometer och ligger 62 meter över havet.

## Delavrinningsområde
Bälsesjön ingår i det delavrinningsområde (678753-154116) som SMHI kallar för Utloppet av Bälsesjön. Medelhöjden är 137 meter över havet och ytan är 3,89 kvadratkilometer. Det finns inga avrinningsområden uppströms utan avrinningsområdet är högsta punkten. Vattendraget som avvattnar avrinningsområdet har biflödesordning 3, vilket innebär att vattnet flödar genom totalt 3 vattendrag innan det når havet efter 37 kilometer. Avrinningsområdet består mestadels av skog (72 procent) och jordbruk (15 procent). Avrinningsområdet har 0,21 kvadratkilometer vattenytor vilket ger det en sjöprocent på 5,4 procent.